# Wijken en buurten in Boxmeer
De voormalige Nederlandse gemeente Boxmeer is voor statistische doeleinden onderverdeeld in wijken en buurten. De gemeente is verdeeld in de volgende statistische wijken:
- Wijk 00 Boxmeer (CBS-wijkcode:075600)
- Wijk 01 Sambeek (CBS-wijkcode:075601)
- Wijk 02 Beugen (CBS-wijkcode:075602)
- Wijk 03 Oeffelt (CBS-wijkcode:075603)
- Wijk 04 Rijkevoort (CBS-wijkcode:075604)
- Wijk 05 Vortum-Mullem (CBS-wijkcode:075605)
- Wijk 06 Vierlingsbeek (CBS-wijkcode:075606)
- Wijk 07 Overloon (CBS-wijkcode:075607)
- Wijk 08 Maashees (CBS-wijkcode:075608)
- Wijk 09 Holthees (CBS-wijkcode:075609)

Een statistische wijk kan bestaan uit meerdere buurten. Onderstaande tabel geeft de buurtindeling met kentallen volgens het Centraal Bureau voor de Statistiek (2008):
| CBS-buurtcode | Buurtnaam                                     | Inwonertal | Opp. totaal (ha) | Opp. land (ha) | Ligging                |
| ------------- | --------------------------------------------- | ---------- | ---------------- | -------------- | ---------------------- |
| BU07560000    | Boxmeer Centrum                               | 1540       | 58               | 56             | Locatie in de gemeente |
| BU07560001    | Bakelgeert-Noord                              | 2320       | 44               | 44             | Locatie in de gemeente |
| BU07560002    | Bakelgeert-Zuid                               | 1030       | 39               | 39             | Locatie in de gemeente |
| BU07560003    | De Elzen                                      | 1500       | 44               | 44             | Locatie in de gemeente |
| BU07560004    | Villapark 't Zand                             | 430        | 39               | 39             | Locatie in de gemeente |
| BU07560005    | Luneven                                       | 3040       | 61               | 61             | Locatie in de gemeente |
| BU07560006    | Hollesteeg                                    | 1490       | 32               | 32             | Locatie in de gemeente |
| BU07560007    | Maasbroeksche Blokken                         | 640        | 34               | 34             | Locatie in de gemeente |
| BU07560008    | Bedrijventerrein Saxa Gotha                   | 350        | 144              | 144            | Locatie in de gemeente |
| BU07560009    | Verspreide huizen Boxmeer                     | 80         | 593              | 576            | Locatie in de gemeente |
| BU07560100    | Sambeek Centrum                               | 1420       | 111              | 110            | Locatie in de gemeente |
| BU07560109    | Verspreide huizen Sambeek                     | 310        | 764              | 714            | Locatie in de gemeente |
| BU07560200    | Beugen Centrum                                | 1320       | 84               | 84             | Locatie in de gemeente |
| BU07560209    | Verspreide huizen Beugen                      | 490        | 973              | 920            | Locatie in de gemeente |
| BU07560300    | Oeffelt Centrum                               | 1950       | 133              | 133            | Locatie in de gemeente |
| BU07560309    | Verspreide huizen Oeffelt                     | 400        | 839              | 806            | Locatie in de gemeente |
| BU07560400    | Rijkevoort Centrum                            | 1270       | 83               | 83             | Locatie in de gemeente |
| BU07560409    | Verspreide huizen Rijkevoort                  | 340        | 1130             | 1126           | Locatie in de gemeente |
| BU07560500    | Vortum-Mullem Centrum                         | 490        | 65               | 65             | Locatie in de gemeente |
| BU07560509    | Verspreide huizen Vortum-Mullem               | 240        | 592              | 592            | Locatie in de gemeente |
| BU07560600    | Vierlingsbeek Centrum                         | 2430       | 177              | 177            | Locatie in de gemeente |
| BU07560601    | Groeningen Centrum                            | 320        | 38               | 38             | Locatie in de gemeente |
| BU07560609    | Verspreide huizen Vierlingsbeek en Groeningen | 290        | 1563             | 1517           | Locatie in de gemeente |
| BU07560700    | Overloon Centrum                              | 2730       | 127              | 127            | Locatie in de gemeente |
| BU07560707    | Verspreide huizen Westerbeek                  | 40         | 385              | 385            | Locatie in de gemeente |
| BU07560708    | Verspreide huizen Stevensbeek                 | 80         | 402              | 402            | Locatie in de gemeente |
| BU07560709    | Verspreide huizen Overloon                    | 780        | 2009             | 2003           | Locatie in de gemeente |
| BU07560800    | Maashees Centrum                              | 720        | 48               | 48             | Locatie in de gemeente |
| BU07560809    | Verspreide huizen Maashees                    | 180        | 493              | 466            | Locatie in de gemeente |
| BU07560900    | Holthees Centrum                              | 380        | 45               | 44             | Locatie in de gemeente |
| BU07560909    | Verspreide Huizen Holthees                    | 70         | 245              | 244            | Locatie in de gemeente |